# Natasha Mayers
Natasha Laren Joe-Mayers (10 marzo 1979) è un'ex velocista sanvincentina.

## Biografia
Nata sull'isola di Saint Vincent, si è trasferita a studiare negli Stati Uniti d'America, dove ha frequentato sia le superiori che il college per poi affiliarsi alla squadra di atletica leggera dell'University of Southern California. Ha fatto il suo debutto internazionale con la patria caraibica ai Giochi olimpici di Sydney 2000, come una dei quattro atleti selezionati a rappresentare Saint Vincent e Grenadine. Successivamente ha partecipato a diverse edizioni dei Mondiali e, nel 2004, ha preso parte alla sua seconda edizione delle Olimpiadi ad Atene 2004, dove è costretta a fermarsi ai quarti di finale a causa di uno stiramento. Ad Atene, è stata portabandiera della delegazione nazionale nel corso della cerimonia d'apertura dei Giochi. Nel 2005 è stata trovata con un eccesso di testosterone nel sangue ed è stata sospesa per due anni dalle competizioni. Colta l'occasione per darsi una pausa dallo sport, Mayers è ritornata a gareggiare a livello internazionale ai XIX Giochi del Commonwealth del 2010 in India, dove ha conquistato una medaglia di bronzo, successivamente elevata ad oro a causa di false partenze e test anti-doping. Sarà l'unica medaglia d'oro vinta dallo stato del Mar dei Caraibi in quell'edizione dei Giochi e la seconda dal 1974. Quattro anni più tardi ha richiesto dei fondi per poter difendere il proprio titolo ai XX Giochi del Commonwealth di Glasgow, senza però ricevere il supporto finanziario necessario alla partecipazione, decretando di fatto il ritiro di Mayers dalle competizioni sportive agonistiche.

## Palmarès
| Anno | Manifestazione          | Sede        | Evento      | Risultato        | Prestazione | Note  |
| ---- | ----------------------- | ----------- | ----------- | ---------------- | ----------- | ----- |
| 2000 | Giochi olimpici         | Sydney      | 100 m piani | Batteria         | 11"61       |       |
| 2001 | Mondiali                | Edmonton    | 100 m piani | Semifinale       | 11"35       |       |
| 2001 | Mondiali                | Edmonton    | 100 m piani | Batteria         | 24"91       |       |
| 2002 | Giochi del Commonwealth | Manchester  | 100 m piani | 8ª               | 11"38       |       |
| 2002 | Giochi del Commonwealth | Manchester  | 100 m piani | 4ª               | 22"84       |       |
| 2003 | Mondiali indoor         | Birmingham  | 60 m piani  | Semifinale       | 7"23        |       |
| 2003 | Mondiali                | Saint-Denis | 100 m piani | Quarti di finale | dns         |       |
| 2004 | Mondiali indoor         | Budapest    | 60 m piani  | Semifinale       | 7"25        |       |
| 2004 | Giochi olimpici         | Atene       | 100 m piani | Quarti di finale | dns         |       |
| 2010 | Giochi del Commonwealth | Nuova Delhi | 100 m piani | Oro              | 11"37       | [ 3 ] |
| 2011 | Campionati CAC          | Mayagüez    | 100 m piani | Finale           | dns         |       |
| 2011 | Mondiali                | Taegu       | 100 m piani | Batteria         | dns         |       |